# Michelle Trannel
Michelle Trannel (ur. 28 lutego 1983) – amerykańska wioślarka.

## Osiągnięcia
- Mistrzostwa Świata – Eton 2006 – czwórka podwójna wagi lekkiej – 5. miejsce[1]
- Mistrzostwa Świata – Poznań 2009 – dwójka podwójna wagi lekkiej – 11. miejsce[1].